# Liste der Bodendenkmäler in Oberstaufen
Auf dieser Seite sind die Bodendenkmäler in dem schwäbischen Markt Oberstaufen zusammengestellt. Diese Tabelle ist eine Teilliste der Liste der Bodendenkmäler in Bayern. Grundlage ist die Bayerische Denkmalliste, die auf Basis des Bayerischen Denkmalschutzgesetzes vom 1. Oktober 1973 erstmals erstellt wurde und seither durch das Bayerische Landesamt für Denkmalpflege geführt wird. Die folgenden Angaben ersetzen nicht die rechtsverbindliche Auskunft der Denkmalschutzbehörde.

## Bodendenkmäler in Oberstaufen

### Bodendenkmäler in der Gemarkung Aach i.Allgäu
| Lage                                                   | Objekt                                                                                   | Akten-Nr.     | Bild                               |
| ------------------------------------------------------ | ---------------------------------------------------------------------------------------- | ------------- | ---------------------------------- |
| Aach i.Allgäu Aach im Allgäu (Standort)                | Frühneuzeitliche Befunde im Bereich der Katholischen Pfarrkirche Maria Schnee in Aach.   | D-7-8425-0033 | weitere Bilder                     |
| Aach i.Allgäu Steibis „Schwedenkreuz“ (Standort)       | Siedlung der frühen Neuzeit.                                                             | D-7-8426-0021 |                                    |
| Aach i.Allgäu Schindelberg St.-Rochus-Weg 2 (Standort) | Frühneuzeitliche Befunde im Bereich der Katholischen Kapelle St. Rochus in Schindelberg. | D-7-8426-0036 | St. Rochus-Kapelle in Schindelberg |

### Bodendenkmäler in der Gemarkung Oberstaufen
| Lage                                       | Objekt | Akten-Nr.     | Bild           |
| ------------------------------------------ | --- | ------------- | -------------- |
| Oberstaufen Vorderreute (Standort)         | Burgstall des Mittelalters (Thurn). Siehe auch: Burgruine Thurn (Bayern)                                                                                          | D-7-8425-0001 |                |
| Oberstaufen Zell (Standort)                | Burgstall des Mittelalters (Schloßbühl). Siehe auch: Burgstall Schloßbühl (Oberstaufen)                                                                           | D-7-8426-0001 |                |
| Oberstaufen Kirchplatz (Standort)          | Mittelalterliche und frühneuzeitliche Befunde im Bereich der Katholischen Pfarrkirche St. Peter und Paul und der abgebrochenen Kapelle St. Martin in Oberstaufen. | D-7-8426-0002 | weitere Bilder |
| Oberstaufen Schloßstraße (Standort)        | Burg des Mittelalters und Schloss der frühen Neuzeit (Staufen). Siehe auch: Schloss Staufen                                                                       | D-7-8426-0025 | weitere Bilder |
| Oberstaufen Zell (Standort)                | Mittelalterliche und frühneuzeitliche Befunde im Bereich der Katholischen Filialkirche St. Bartholomäus in Zell.                                                  | D-7-8426-0030 | weitere Bilder |
| Oberstaufen Weißach Kapellenweg (Standort) | Mittelalterliche und frühneuzeitliche Befunde im Bereich der Katholischen Kapelle St. Sebastian und St. Rochus sowie des zugehörigen Pestfriedhofs in Weißach.    | D-7-8426-0032 | weitere Bilder |

### Bodendenkmäler in der Gemarkung Thalkirchdorf
| Lage                                      | Objekt | Akten-Nr.     | Bild                          |
| ----------------------------------------- | --- | ------------- | ----------------------------- |
| Thalkirchdorf (Standort)                  | Teilstücke einer Straße der römischen Kaiserzeit, des Mittelalters und der frühen Neuzeit. Siehe auch: Konstanzer Tal        | D-7-8426-0005 | Meilenstein an der Salzstraße |
| Thalkirchdorf Burgangeralpe (Standort)    | Befestigung des Mittelalters oder der frühen Neuzeit.                                                                        | D-7-8426-0006 |                               |
| Thalkirchdorf Alte Schulstraße (Standort) | Mittelalterliche und frühneuzeitliche Befunde im Bereich der Katholischen Pfarrkirche St. Johannes Baptist in Thalkirchdorf. | D-7-8426-0009 | weitere Bilder                |
| Thalkirchdorf Konstanzer (Standort)       | Frühneuzeitliche Befunde im Bereich der Katholischen Kapelle St. Jakob in Konstanzer und ihrer Vorgängerbauten.              | D-7-8426-0041 | weitere Bilder                |
| Thalkirchdorf Knechtenhofen (Standort)    | Frühneuzeitliche Befunde im Bereich der Katholischen Kapelle St. Georg in Knechtenhofen und ihres Vorgängerbaus.             | D-7-8426-0045 | weitere Bilder                |